# Samtgemeinde Siedenburg
Siedenburg (Samtgemeinde) er navnet på et amt ("Samtgemeinde") i Landkreis Diepholz i den tyske delstat Niedersachsen. Administrationen ligger i byen Siedenburg.

## Geografi
Amtet ligger ved den østlige grænse af Landkreis Diepholz mellem byerne Sulingen og Nienburg.

### Inddeling
Samtgemeinden består af kommunerne:
- Borstel
- Maasen
- Mellinghausen
- Siedenburg
- Staffhorst